# Fan Xinyi
Fan Xinyi (en chino: 范心怡; Pekín, 26 de enero de 2002) es una deportista china que compite en gimnasia en la modalidad de trampolín. Ganó cuatro medallas en el Campeonato Mundial de Gimnasia en Trampolín entre los años 2019 y 2023.

## Palmarés internacional
| Campeonato Mundial | Campeonato Mundial       | Campeonato Mundial | Campeonato Mundial |
| Año                | Lugar                    | Medalla            | Prueba             |
| ------------------ | ------------------------ | ------------------ | ------------------ |
| 2019               | Tokio (Japón)            | Medalla de bronce  | Equipo mixto       |
| 2021               | Bakú (Azerbaiyán)        | Medalla de plata   | Equipo             |
| 2022               | Sofía (Bulgaria)         | Medalla de oro     | Equipo             |
| 2023               | Birmingham (Reino Unido) | Medalla de oro     | Equipo             |